# 格雷沃斯米伦
格雷沃斯米伦（德語：Grevesmühlen，發音：[ɡʁeːvəsˈmyːlən] ⓘ）是德国梅克伦堡-前波美拉尼亚州西北梅克伦堡县的城市，2011年9月之前曾是西北梅克伦堡县的县治，面积52.38平方千米，2023年12月31日人口为10,398人。